# 有毒温泉

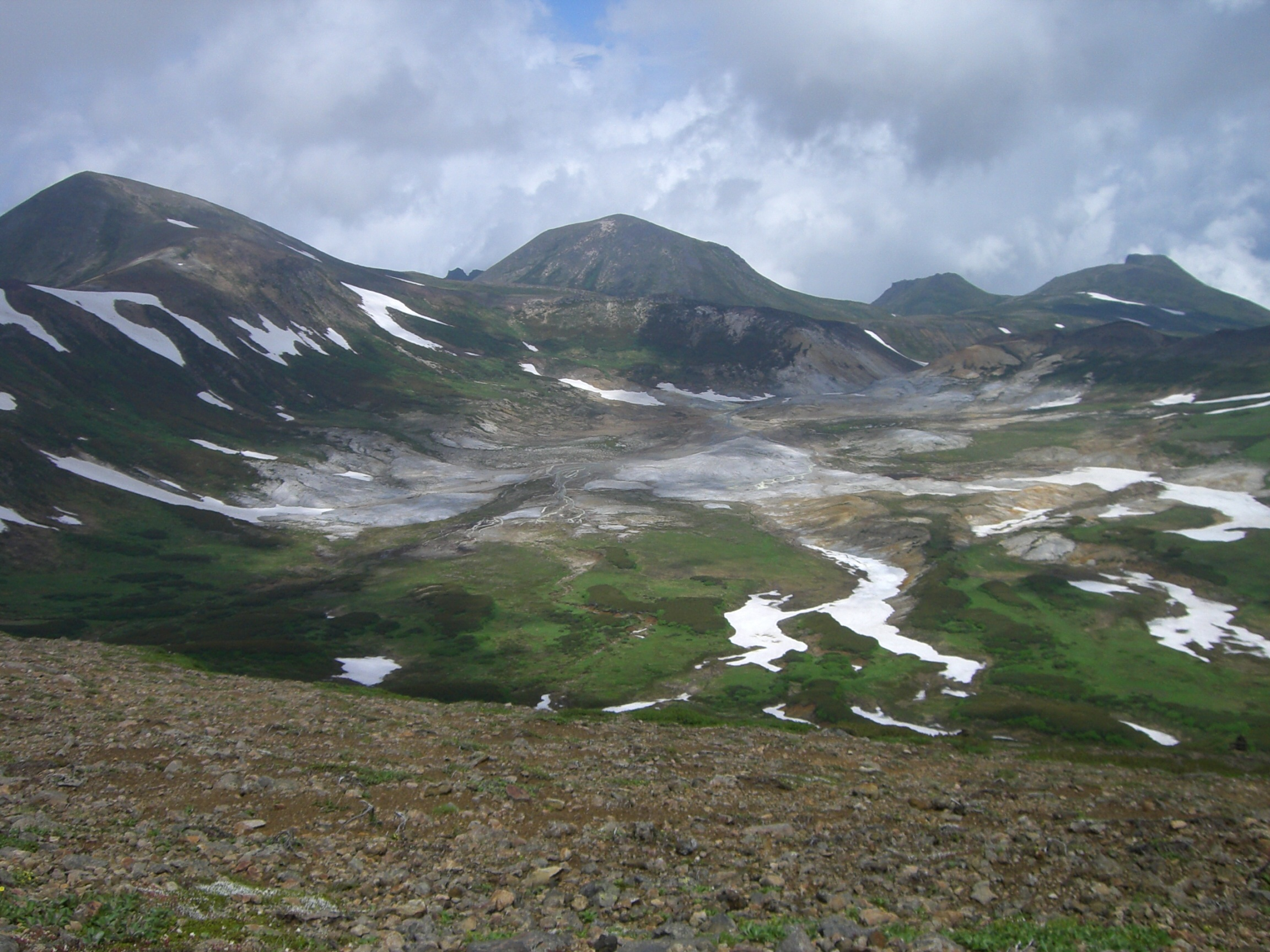
御鉢平カルデラ（右が黒岳・左が北鎮岳・カルデラの中央の灰色の荒地に温泉がある）

有毒温泉（ゆうどくおんせん）は、北海道上川郡上川町にある温泉。
大雪山国立公園の御鉢平カルデラの底部に位置する。「有毒温泉」の名前は、温泉とともに、強力な毒性を持つ硫化水素の火山ガスが噴出していることによるもの。

## 泉質
かつて、学術調査が行なわれた際には、非常に毒性の高い硫化水素の火山ガスとともに、3箇所の湯だまりから温泉が湧出していることが確認された。1958年（昭和33年）8月に実施された調査では、それほど温泉自体の温度は高くないのにもかかわらず、空気の1割から2割程度の濃度の硫化水素が検出された。また、御鉢平から流れ出す赤石川の水は、源流が有毒温泉の付近のため、飲用することはできない。

## 温泉地
宿泊施設はない。アクセスする道路もない。
強力な毒性を持つ硫化水素のガスが噴出しているため、立ち入り禁止となっている。噴出する硫化水素のガス中毒により倒れたヒグマやキタキツネなどの野生動物の死体がしばしば見かけられるという。
迷い込んだ登山客が硫化水素により中毒死した事故も複数起こっている。1958年7月にここで学生2名が死亡した。1960年代には、登山客がこの温泉の湯だまりで入浴中に硫化水素のガスにより中毒死した事故が記録されている。

## アクセス
層雲峡温泉の温泉街から大雪山層雲峡・黒岳ロープウェイを利用し、黒岳の5合目でリフトに乗り継ぎ、7合目からは徒歩で約1時間で頂上につく。
そこから、徒歩で30 - 40分で、御鉢平一周登山道の北海岳のルートおよび北鎮岳のルートの分岐点に到達する。さらには、分岐点から徒歩で30 - 40分で、御鉢平展望台（北鎮岳への分岐点）に到達する。そこから、御鉢平の底部を眺めるのが一般的である。
前述の通り、御鉢平内部は立ち入り禁止となっているが、悪天候などにより登山道から外れて御鉢平の底部に迷い込む登山客が時折現れるといわれる。